# Fundación Noguera
La Fundación Noguera es una organización cultural sin ánimo de lucro creada en Barcelona en 1976.

## Historia
La organización fue fundada por el notario Raimon Noguera i de Guzman en la ciudad de Barcelona en 1976 con el objetivo de difundir el patrimonio histórico documental catalán, especialmente el que ha generado actividad notarial a lo largo de los siglos. En 1998 le fue otorgado el Premio Creu de Sant Jordi.
La fundación ha publicado una gran cantidad de inventarios de archivos notariales de Cataluña y ediciones críticas de ordenanzas, colecciones y textos jurídicos de interés para la evolución del derecho catalán, y se encarga de la publicación de la revista Estudios históricos y documentos de los archivos de protocolos, fundada en 1948 por Raimon Noguera. Desde el año 2007 es presidida por Juan José López Burniol.